# Alterseinkünftegesetz
Das Alterseinkünftegesetz (AltEinkG) ist ein deutsches Artikelgesetz, das mit der Änderung einer Vielzahl von Einzelgesetzen die grundlegende Umgestaltung der einkommensteuerrechtlichen Behandlung von Altersvorsorgeaufwendungen und Altersbezügen sowie die Einführung der nachgelagerten Besteuerung von Renten veranlasste.

## Geschichte
Auslöser der Reform war das Urteil des Bundesverfassungsgerichts vom 6. März 2002 (Aktenzeichen 2 BvL 17/99), in dem „die unterschiedliche Besteuerung der Beamtenpensionen nach § 19 EStG und der Renten aus der gesetzlichen Rentenversicherung nach § 22 Nr. 1 Satz 3 Buchstabe a EStG […] mit dem Gleichheitsgrundsatz des Art. 3 Abs. 1 GG für unvereinbar“ erklärt wurde. Gleichzeitig trug das Bundesverfassungsgericht dem Gesetzgeber auf, den Mangel bis zum 1. Januar 2005 zu beheben.
Zur Erfüllung dieser Auflage setzte das Bundesministerium der Finanzen in der Folge die Sachverständigenkommission zur Neuordnung der steuerrechtlichen Behandlung von Altersvorsorgeaufwendungen und Altersbezügen unter Vorsitz von Bert Rürup (Rürup-I-Kommission) ein, um einen Lösungsvorschlag zu entwickeln. Kernpunkt der Kommissionsvorschläge war das „Drei-Schichten-Modell“, das in dieser Form nahezu unverändert gesetzlich verankert wurde.
Das Gesetz wurde am 9. Juli 2004 verkündet und trat zum 1. Januar 2005 in Kraft. Es änderte das Einkommensteuergesetz, die Einkommensteuer-Durchführungsverordnung und weitere zehn Gesetze und Verordnungen.

## Kernpunkte der Reform
1. Basisversorgung: Gesetzliche Rentenversicherung, berufsständische Versorgung, Beamtenversorgung, Alterssicherung der Landwirte, Rürup-Rente
2. Zusatzversorgung: Riester-Rente, betriebliche Altersvorsorge, Zusatzversorgung des öffentlichen Dienstes
3. Kapitalanlageprodukte: Produkte, die der Altersvorsorge dienen können, aber steuerlich nicht gefördert werden sollen (z. B. Lebensversicherung)

Kernpunkt ist die Steuerfreistellung der Beiträge zur 1. und 2. Schicht und die nachgelagerte Besteuerung der Leistungen. Um den Bundeshaushalt zu schonen und Verwerfungen und Benachteiligungen (Doppelbesteuerung) bei Steuerpflichtigen zu vermeiden, wurden umfangreiche Übergangsregelungen festgesetzt.
So gibt es eine Übergangsfrist für den Ansatz von Vorsorgeaufwendungen als Sonderausgaben und eine zweite Übergangsfrist für die höhere Besteuerung der Altersbezüge.
Die Übergangsphase für den Sonderausgabenabzug von Vorsorgeaufwendungen begann im Jahr 2005 und endet im Jahr 2025. Der maximal ansetzbare Betrag für Alleinstehende beläuft sich 2025 auf 20.000 und für Verheiratete auf 40.000 Euro. Der maximal ansetzbare Betrag begann im Jahr 2005 mit sechzig Prozent und steigt dann jedes Jahr um zwei Prozent, bis im Jahr 2025 die vollen hundert Prozent erreicht sind. Die Abzugsfähigkeit wurde 2023, zwei Jahre früher als geplant, auf 100 % erhöht.
Der steuerpflichtige Rentenanteil steigt in der Übergangsphase in Schritten von 2 %-Punkten von 50 % im Jahre 2005 auf 80 % im Jahr 2020 und sollte in Schritten von einem 1 %-Punkt ab dem Jahr 2021 bis 100 % im Jahre 2040 ansteigen; der Anstieg wurde ab 2023 auf 0,5 % pro Jahr verlangsamt, sodass erst 2058 100 % erreicht werden.
Für alle Neurentner eines Jahrgangs gilt dabei das so genannte Kohortenprinzip: Der – als Prozentsatz der Jahresrente für das Jahr des erstmaligen Rentenbezugs – berechnete steuerfreie Anteil der Jahresrente wird anschließend nicht jedes Jahr neu bestimmt, sondern ab dem auf die erste Rentenzahlung folgenden Jahr als gleichbleibender Absolutbetrag für die gesamte Zeit des Rentenbezugs beibehalten. Er wird auch im Rahmen der jährlich stattfindenden „regelmäßigen Rentenanpassungen“ nicht neu berechnet. Ausgenommen sind davon lediglich Neuberechnungen aufgrund außergewöhnlicher Rentenanpassungen, beispielsweise aufgrund von Einkommensanrechnungen, Rentenerhöhungen infolge einer „Mütterrente“, Wegfall oder Wechsel von Teil- zu Vollrente und dergleichen (vgl. § 22 Nr. 1. a) aa) Satz 4-7 EStG).
Der steuerliche Vorteil der Kapital-Lebensversicherungen wird verändert. Das gilt für alle Verträge, die nach dem 31. Dezember 2004 abgeschlossen werden. Bei einer Einmalauszahlung sind nur 50 % des Ertragsanteils (ausgezahlter Betrag minus eingezahlten Betrag) mit dem individuellen Steuersatz zu versteuern, wenn die Auszahlung nach dem 62. Lebensjahr erfolgt und der Vertrag mindestens 12 Jahre bestanden hat.
Lässt man sich eine lebenslange Leibrente auszahlen, so wird diese abhängig vom Renteneintrittsalter ebenfalls nur mit dem Ertragsanteil zum individuellen Steuersatz versteuert. Bezieht man seine Rente zum Beispiel ab dem 67. Lebensjahr, so beträgt der Ertragsanteil in diesem Fall 17 %. Dies gilt sowohl für Kapital-, als auch für Renten- sowie fondsgebundene Versicherungen.

## Kritik
Es wird behauptet, das Gesetz führe zu einer Doppelbesteuerung, die verfassungswidrig sei. Das ARD-Wirtschaftsmagazin Plusminus zitiert in seiner Berichterstattung dazu u. a. Franz Ruland, ehemals Geschäftsführer des Verbandes Deutscher Rentenversicherungsträger.
Erfolglos geblieben sind bis jetzt alle Klagen gegen Steuerfestsetzungen, die sich auf eine behauptete verfassungswidrige Doppelbesteuerung durch dieses Gesetz stützten. Der Bundesfinanzhof (BFH) hat wiederholt den Systemwechsel und die Grundsystematik der gesetzlichen Übergangsregelung als verfassungsgemäß erachtet. Der BFH hat allerdings in diesem Urteil aus dem Jahr 2021 erstmals Berechnungsvorgaben entwickelt, auf deren Grundlage sich ergäbe, dass spätere Rentnerjahrgänge von einer doppelten Besteuerung ihrer Renten betroffen sein dürften.